# San Prudencio

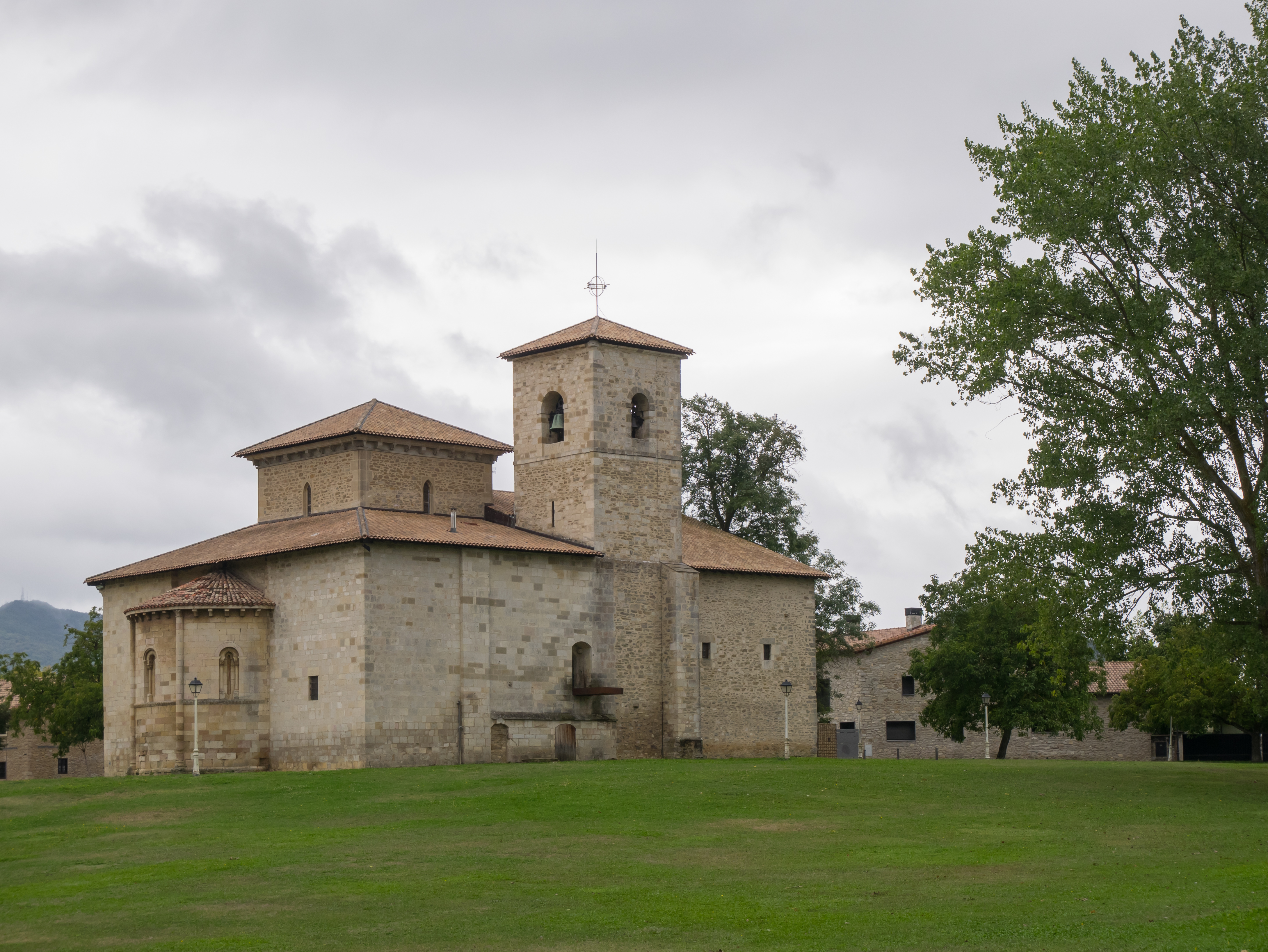
San Prudencio

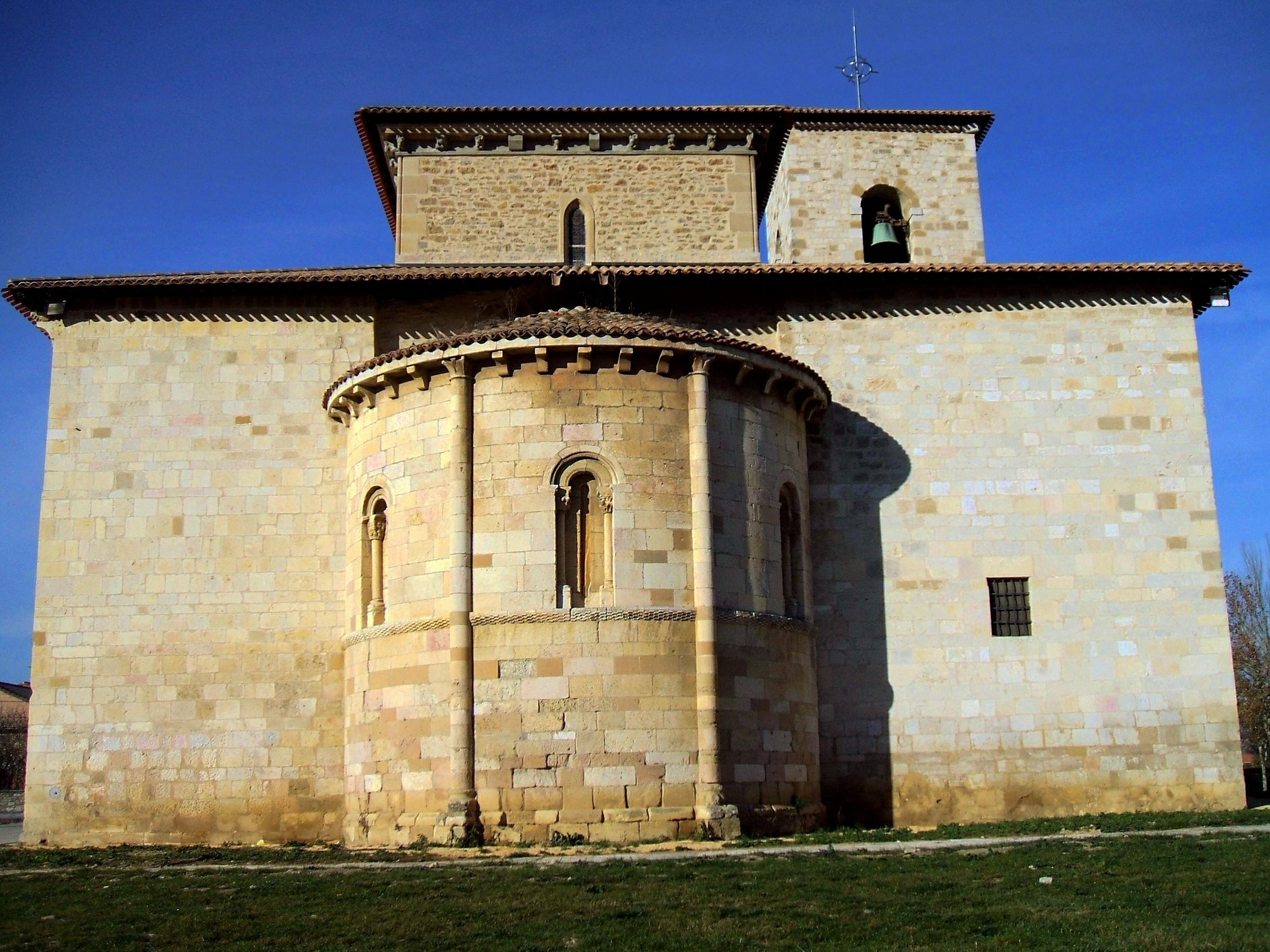
San Prudencio, Apsis

Die Basilika San Prudencio in Armentia ist eine romanische Kirche aus der zweiten Hälfte des 12. Jahrhunderts, in der noch ein bedeutender Teil des ursprünglichen Skulpturenschmucks erhalten ist. Die Kirche befindet sich am südwestlichen Stadtrand von Vitoria-Gasteiz, der Hauptstadt der autonomen spanischen Region Baskenland. Im Hochmittelalter war Armentia 200 Jahre lang Bischofssitz. Im Jahr 1931 wurde die Kirche zum Monumento Histórico-Artístico de interés nacional (Bien de Interés Cultural) erklärt. Die Kirche wird heute als Pfarrkirche genutzt.

## Geschichte
Armentia lag an der Römerstraße, die Astorga (Asturica Augusta) mit Bordeaux (Burdigala) verband. Ausgrabungen lassen darauf schließen, dass es bereits in römischer Zeit besiedelt war. Nach der Legende wurde hier im 6. Jahrhundert der heilige Prudentius geboren, der später als Bischof von Tarazona erwähnt ist und der seit 1685 als Schutzpatron der Provinz Álava verehrt wird. Im 9. Jahrhundert war Armentia Bischofssitz, bis dieser im Jahr 1087 nach Calahorra verlegt wurde. Die Basilika San Prudencio wurde anschließend Kollegiatkirche eines Chorherrenstiftes, das bis 1498 bestand. Damals gaben die Kanoniker San Prudencio auf, um sich in Vitoria niederzulassen. Die Kirche Santa María wurde ihre neue Kollegiatkirche, die nach der Gründung der Diözese Vitoria 1862 Kathedrale (heute Catedral Vieja) wurde.
Die heutige Kirche San Prudencio wurde gegen Ende des 12. Jahrhunderts errichtet. Sie war zunächst dem Apostel Andreas geweiht. Zwischen 1773 und 1776 wurde die Kirche sehr stark verändert. Die Südfassade wurde abgerissen und die Vorhalle errichtet. Im Jahr 1979 wurde die Basilika dem heiligen Prudentius geweiht.

## Architektur
Die Kirche ist aus regelmäßig behauenen Sandsteinquadern errichtet. Ihr Grundriss ist ein lateinisches Kreuz.

### Außenbau

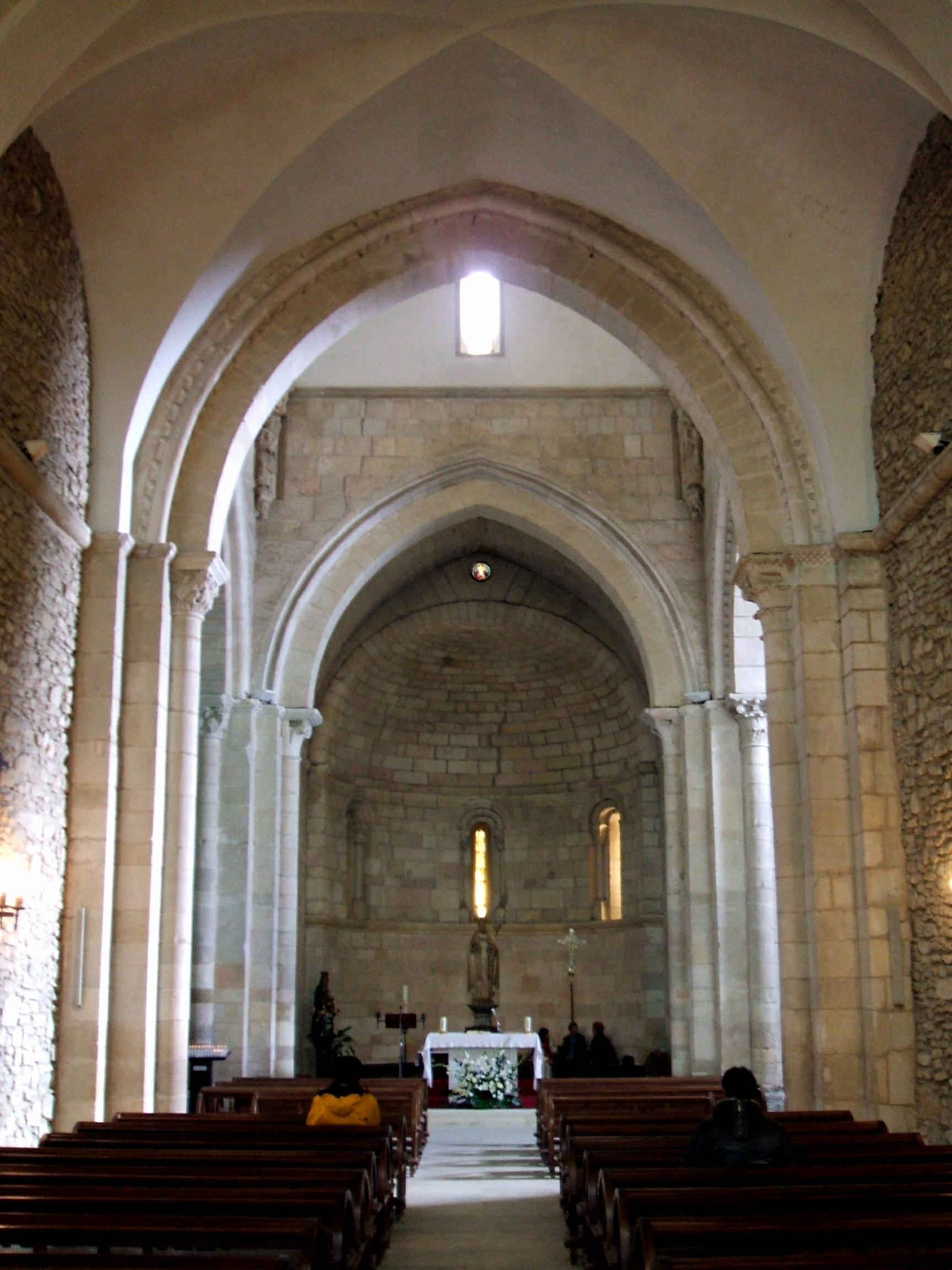
San Prudencio, Innenansicht

Die halbrunde Apsis ist noch vom ursprünglichen Bau aus dem 12. Jahrhundert erhalten. Sie ist durch zwei Halbsäulen in drei Segmente gegliedert, in die jeweils ein schmales, schießschartenartiges Fenster eingeschnitten ist. Die Rundbögen der Fensternischen ruhen auf Kapitellen mit grob gearbeiteten figürlichen Szenen, die als symbolische Darstellungen menschlicher Laster oder des Kampfes des Guten gegen das Böse gedeutet werden. Fisch und Lamm sind Symbole des Christentums. Auf halber Höhe verläuft ein Gesims mit einem Schachbrettfries. Wesentlich feiner ausgearbeitet als die Kapitelle der Fensteröffnungen sind die Kragsteine unter dem Dachansatz, auf denen Tiere, Fabelwesen und menschliche Köpfe dargestellt sind.

### Innenraum
Das einschiffige Langhaus erstreckt sich über drei Joche und ist mit einem nicht originalen Kreuzgratgewölbe gedeckt. Die Kirche besitzt ein Querhaus mit einem später hinzugefügten quadratischen Vierungsturm, einen großen Altarraum und eine halbrunde Apsis.
Die Bogenrippen der Vierungskuppel ruhen auf Kragsteinen, auf denen Engel in Hörner blasen. Darunter stehen auf Konsolen, die mit Atlanten und menschlichen Köpfen verziert sind, die vier Evangelisten. Ihre Köpfe sind die ihrer Symbolwesen. Lukas hat einen Stierkopf, Johannes einen Adlerkopf, Matthäus einen Menschenkopf, Markus einen Löwenkopf. Die Kapitelle der Säulen stellen stilisierte Pflanzenmotive und figürliche Szenen dar wie mit Kentauren kämpfende Reiter, wilde Tiere, Menschen verschlingende Monster, Vögel, Greife und Löwen.

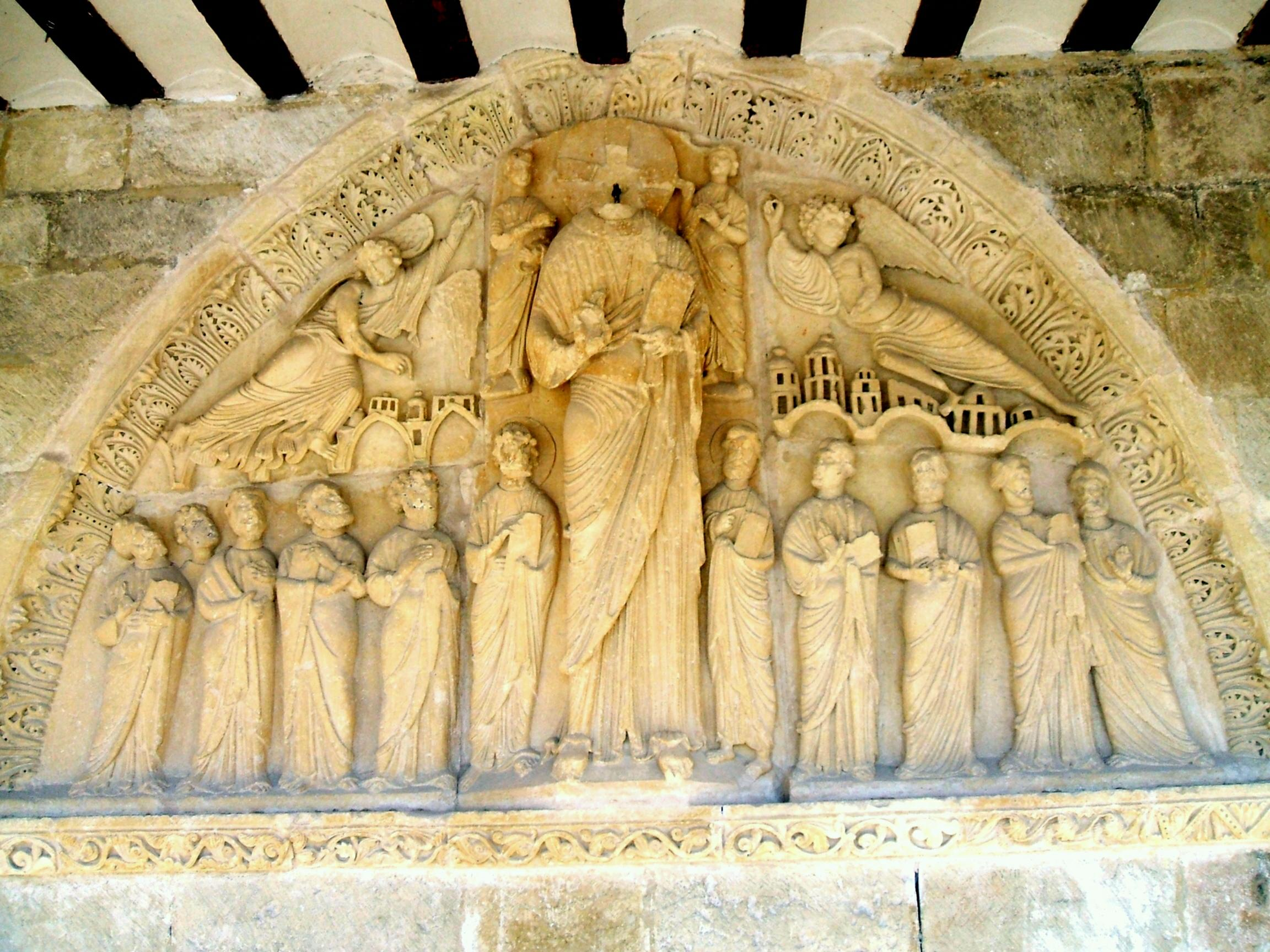
San Prudencio, Tympanon mit der Darstellung der Himmelfahrt Christi

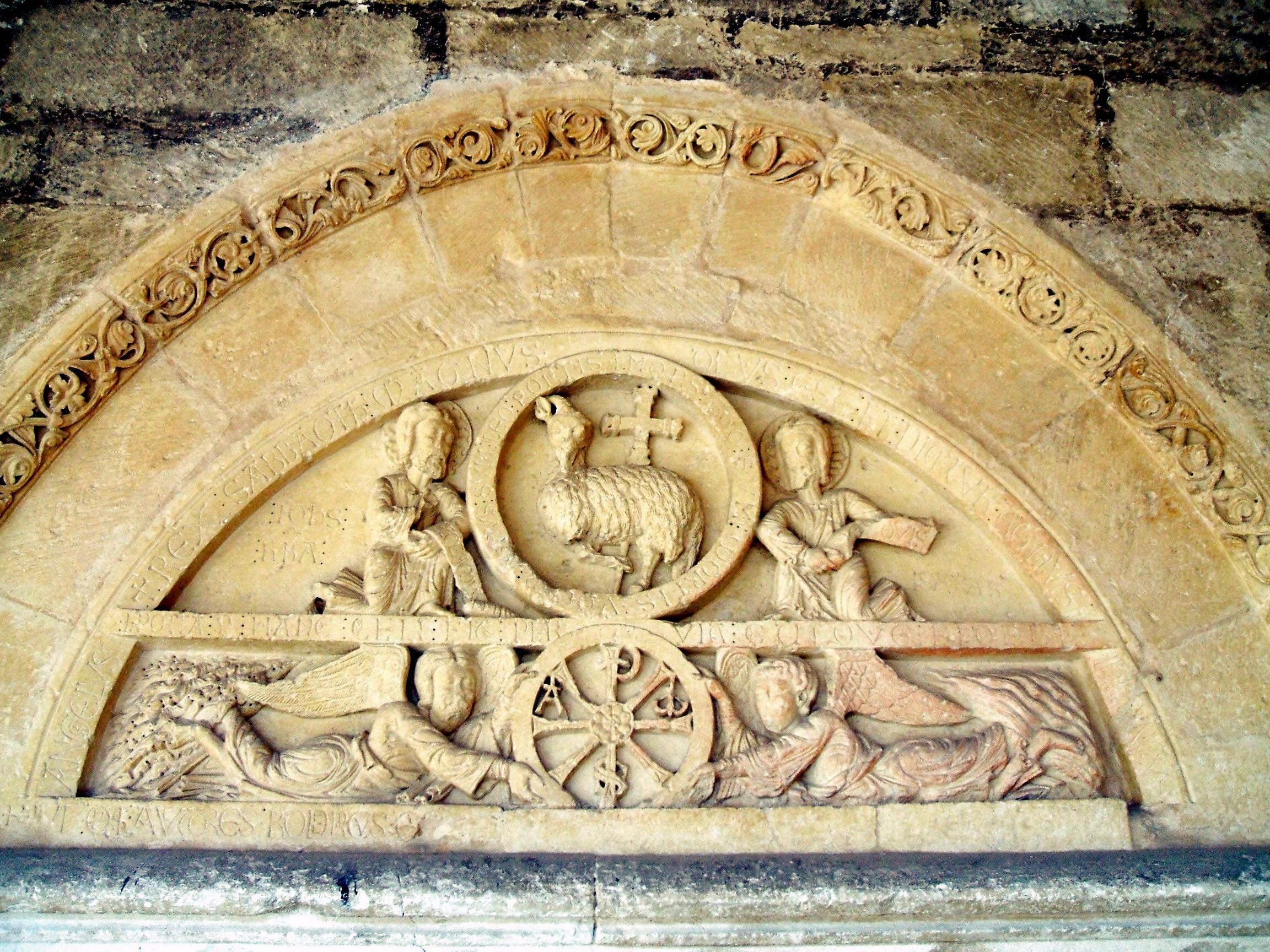
San Prudencio, Tympanon mit der Darstellung des Lammes Gottes und des Christusmonogramms

## Skulpturenfragmente in der Vorhalle
Im 18. Jahrhundert wurden Teile des ursprünglichen Skulpturenschmucks der Kirche in den Wänden der südlichen Vorhalle eingelassen. Neben einer Verkündigungsszene und einer Reiterdarstellung sind zwei Tympana ehemaliger Portale erhalten. Das größere Tympanon stellt die Himmelfahrt Christi dar, der in Begleitung von Enoch und Elias und umgeben von elf Aposteln und zwei Engeln in den Himmel auffährt. Das kleinere Tympanon ist mit Inschriften versehen und stellt über dem Christusmonogramm, das von zwei Engeln gehalten wird, das Lamm Gottes zwischen Johannes dem Täufer und dem Propheten Jesaja dar. Unter diesem Tympanon befindet sich hinter kleinen steinernen Arkaden eine Nische mit einem Sarkophag. Weitere Reliefs stammen aus dem 13. Jahrhundert und stellen die Grablegung Christi mit den drei Marien und die Höllenfahrt Christi dar.

## Ausstattung
In der Kirche ist ein romanischer Taufstein erhalten.